# Elmos Semiconductor
Elmos Semiconductor é uma fabricante alemã de produtos semicondutores com sede em Leverkusen, Alemanha. A Elmos fornece circuitos integrados específicos para aplicações automotivas (ASICs).

## História
Foi fundada em 1984 por Günter Zimmer, Klaus Weyer e Norbert Ellenberger na cidade de Dortmund na Alemanha,o primeiro nome da empresa foi Dortmund Technologieparke tinha o objetivo de desenvolver microchips personalizados para clientes utilizando a tecnologia CMOS, a Elmos consolidou-se como uma referência de nicho no setor automotivo.
Em 1987, Knut Hinrichs integrou a liderança da empresa, e os circuitos integrados sob medida para a BMW e outras montadoras impulsionaram seu sucesso inicial. A unidade de Dortmund passou por várias ampliações, e as primeiras filiais internacionais de vendas foram estabelecidas.
Em 1994, ela completa 10 anos de fundação e alcançou a marca de 20 milhões de ASICs produzidos e 150 funcionários no total, no mesmo ano obteve certificação ISO 9001.
Em 1995 a Elmos inicia a produção de wafers de 6 polegadas.
Ela abriu seu capital na bolsa de valores em outubro de 1999.
Em 2005 se tem inicio a produção de wafers de 8 polegadas em parceria com a Fraunhofer IMS, em setembro do mesmo ano foi iniciada a construção de um novo prédio da empresa em Dortmund.
Em setembro de 2019, a subsidiária SMI-Silicon Microstructures, que produzia sensores de pressão na Califórnia, Estados Unidos foi vendida para a Measurement Specialties, subsidiária da empresa TE Connectivity.
Em 1 de julho de 2020, a empresa foi convertida de sociedade anônima em sociedade anônima europeia.
Em janeiro de 2021, a Elmos anunciou que adquiriria o provedor de serviços de desenvolvimento Online Engineering. O provedor de serviços desenvolve componentes de hardware e software para acionamentos elétricos.
Em dezembro de 2021, a Elmos concordou em vender toda a fábrica de wafer em Dortmund para a empresa sueca de MEMS Silex Microsystems.A Silex era uma subsidiária do grupo chinês Sai Microelectronics.Em 27 de outubro de 2022, o jornal Handelsblatt informou que o Ministério Federal da Economia estava conduzindo um procedimento de revisão de investimentos sob a Lei de Comércio Exterior e Pagamentos. O Gabinete Federal para a Proteção da Constituição recomendou que essa aquisição não fosse aprovada, embora o governo alemão esteja inclinado a aprová-la. Em 9 de novembro de 2022, o governo federal alemão optou por proibir a venda de parte da empresa.
Com a empresa estadunidense Littelfuse, um novo comprador para a produção de wafer foi encontrado em junho de 2023, a aquisição custou 93 milhões de euros. A venda foi concluída em dezembro de 2024. Desde então, a Elmos tem sido uma fabricante de semicondutores sem fábrica.
Em janeiro de 2025, a sede da empresa foi transferida de Dortmund para Leverkusen.

## Produtos
A Elmos atua no desenvolvimento, produção e comercialização de soluções de sistemas integrados para aplicações específicas baseadas em semicondutores, 90% de seu faturamento vem para aplicações na indústria automotiva, entre seus produtos estão:
- Controladores de motor: circuitos integrados para motores de passo, motores DC sem escova (BLDC) e motores DC convencionais.[16]

- Circuitos integrados para sensores: incluindo CIs para medição de distância por ultrassom, processadores de sinal de sensores, sensores de pressão absoluta, sensores ópticos infravermelhos (IR), geradores de imagens por tempo de voo (ToF) e sensores PIR (infravermelho passivo).[16]

- Drivers de LED: como controladores RGB de alta tensão, controladores LIN RGB e soluções para iluminação de LED automotiva.[16]

- Conversores e reguladores: incluindo conversores DC/DC e reguladores LDO (Low Dropout).[16]

- Circuitos integrados de interface: como transceptores para protocolos automotivos e industriais, incluindo PSI5, LIN, CAN e KNX.[16]

- Outras soluções especializadas: incluindo ASICs personalizados, circuitos de segurança automotiva, gerenciamento de motor e drivers de relé.[16]